# Nigdy więcej (raport)
Nigdy więcej, ostateczny raport Narodowej Komisji do Spraw Zaginięcia Osób (lub po prostu Nigdy więcej - Nunca más) – raport wydany przez Komisję CONADEP (Comisión Nacional sobre la Desaparición de Personas) odnoszący się do zaginięć, które miały miejsce w Argentynie podczas tak zwanego Procesu Reorganizacji Narodowej (1976-1983). Jest znany również pod nazwą Raport Sábato, pochodzącą od nazwiska pisarza Ernesto Sábato, który przewodniczył Komisji i który przekazał ostateczny raport 20 września 1984 r.  ówczesnemu prezydentowi Argentyny, Raulowi Alfonsinowi. Tytuł Nigdy więcej został zaproponowany przez Marshalla Meyera, jednego z członków Komisji. Było to hasło pierwotnie używane przez ocalałych z getta warszawkiego w odniesieniu do zbrodni popełnionych przez nazistów. Raport po dziś dzień stanowi jeden z symboli walki o prawdę, a także o obronę praw człowieka.

## Historia
Raúl Alfonsín pięć dni po objęciu urzędu prezydenta Argentyny, 15 grudnia 1983 roku, na mocy dekretu 187 powołał do życia Narodową Komisję do Spraw Zaginięcia Osób, która pracę rozpoczęła 27 grudnia 1983. Jej główne zadanie polegało na przeprowadzeniu śledztwa odnośnie do zbrodni popełnionych przeciwko osobom zaginionym podczas dyktatury cywilno-wojskowej sprawowanej od 24. marca 1976 do 10. grudnia 1983. Zgodnie z artykułem 2 tego dekretu wyznaczono okres 180 dni, w czasie którego miał powstać dokument opisujący wyniki śledztwa.
Podstawowe funkcje, które miała spełniać Komisja sprowadzały się do poznania losu lub miejsca pobytu osób zaginionych, a także ich dzieci, które w wielu przypadkach zostały przywłaszczone i wychowywały się w rodzinach wojskowych. W tym celu przyjmowano świadków oraz ocalonych, spisywano przedstawione przez nich świadectwa, a następnie, razem z innymi zgromadzonymi dowodami rzeczowymi, przekazywano sporządzone akta organom sprawiedliwości. Łącznie CONADEP przyczyniła się do rozpoczęcia 44 procesów, z których największy i najbardziej złożony dotyczył szkoły mechaników marynarki wojennej. Ponadto, Komisja zgłaszała próby ukrycia lub niszczenia dowodów. W oparciu o skrupulatną pracę powstał ostateczny raport przedstawiający metodologię stosowanych przez juntę represji.
Spośród szesnastu członków Komisji na jej przewodniczącego wybrano Ernesto Sábato. Komisja współpracowała również z członkami innych organizacji działających na rzecz praw człowieka, które stanowiły jedno ze źródeł informacji na temat zbrodni popełnionych w czasie tzw. brudnej wojny. Zwieńczeniem pracy CONADEP była publikacja Nigdy więcej w 1984 roku. Raport przedstawiał wyniki badań, zawierał także świadectwa ofiar oraz świadków represji. Raport stał się również jednym z ważniejszych dowodów wykorzystanych podczas procesów toczonych przeciwko członkom junty wojskowej. W trakcie pracy Komisji zarejestrowanych zostało 8960 przypadków tajemniczych zaginięć. Uważa się jednak, że na każdy zgłoszony przypadek zaginięcia przypadały jeszcze dwa, które nigdy nie zostały zarejestrowane, a za symboliczną liczbę przyjmuje się 30 000 osób.
Jako pierwsi do składania zeznań zgłaszali się więźniowie polityczni oraz rodziny zaginionych, którzy już w czasie dyktatury bezskutecznie szukali jakichkolwiek informacji na temat losu bliskich, a także domagali się dla nich sprawiedliwości. Działalność CONADEP stała się dla nich okazją do tego, aby w końcu ktoś ich wysłuchał. Każde zgłoszenie otrzymywało swój numer. Komisja nie pomijała żadnej podanej informacji, a za cel wyznaczyła sobie zebranie jak największej ilości danych na temat możliwego losu zaginionych.
Z prawnego punktu widzenia najważniejszym zadaniem Komisji było stworzenie kartotek i dostarczenie ich organom sprawiedliwości w celu wszczęcia postępowania karnego przeciwko oprawcom. Zebrane świadectwa grupowano według tajemnych więzień (centros clandestinos de detención), tzn. do jednej sprawy przydzielano sprawy wszystkich osób, które poddawano represjom w określonym miejscu, np. w szkole mechaników marynarki wojennej (ESMA). Dzięki zgromadzonym zeznaniom możliwe stało się stworzenie częściowych opisów sposobu funkcjonowania poszczególnych więzień. Członkowie Komisji zmagali się m.in. z usuniętą dokumentacją, fałszywą tożsamością porywaczy, nielegalnymi pochówkami i tzw. lotami śmierci oraz trudnościami związanymi z rozpoznaniem oprawców przez ocalonych.
Grupowanie spraw sądowych według tajemnych więzień pozwalało także uniknąć wszczęcia ogromnej liczby procesów, która odpowiadałaby liczbie ofiar. Zamiast tego, otwierano sprawy dla poszczególnych więzień, w których dokonywano zbrodni przeciwko ludzkości i w które zamieszanych było wiele osób. Udowodnienie, że te same zbrodnie popełniali ci sami członkowie marynarki wojennej przy wykorzystaniu tych samych metod umożliwiało wystosowanie oskarżeń przeciwko głównodowodzącym  i pociągnięcie ich do odpowiedzialności karnej nie za jeden przypadek, lecz za całokształt. Ze względu na złożoność takich procesów nazwano je mianem megacausa, czyli „ogromna sprawa”.

## Treść
Komisja sporządziła raport składający się z 50 000 stron. Na jego podstawie udokumentowano między innymi rozmieszczenie 340 tajnych więzień, a także dziesiątki tysięcy nazwisk porwanych osób, które poddawano torturom, a następnie chowano jako N.N. lub odurzano, a następnie wyrzucano do morza w czasie tak zwanych lotów śmierci. Uznaje się, że około 500 dzieci zostało przywłaszczonych: porwano je razem z rodzicami lub przyszły na świat w jednym z tajnych więzień. Wszystkich tych danych próbowano się pozbyć w czasie dyktatury. W ostatnich dniach września 1984 prezydent Alfonsín otrzymał kopię sprawozdania końcowego (Informe Final), a dwa miesiące później wydawnictwo Eudeba w formie książki opublikowało podsumowanie składające się z 500 stron. 
Na podstawie olbrzymiej ilości zgromadzonej dokumentacji ustalono, że prawa człowieka były systematycznie łamane przez państwowy aparat represji. Siły zbrojne siały terror za pomocą dokładnie opracowanej metodologii, która opierała się głównie na wzbudzaniu strachu coraz częstszymi tajemniczymi zaginięciami.

## Wnioski
W raporcie umieszczone zostało ostrzeżenie mówiące o tym, że ani raport Nigdy więcej, ani Komisja nie posiadają uprawnień do przypisywania odpowiedzialności czy osądzania. Kwestie te mogły zostać rozstrzygnięte wyłącznie przez władze sądownicze.
Ostateczny raport Komisji stanowił podstawę, na której prokuratorzy opierali swoje oskarżenia przeciwko członkom junty wojskowej, m.in. Jorge Rafael Videla i Emilio Eduardo Massera. Śledztwa rozpoczęte przez CONADEP zostały jednak wstrzymane  w 1987, kiedy to rząd Raula Alfonsina uchwalił tzw. ustawy o bezkarności: ustawę koniec kropka (Punto Final) oraz ustawę o należnym posłuszeństwie (Obediencia Debida). Jego następca, Carlos Menem, wydał natomiast ułaskawienia dla pozostałych dowódców wojskowych, którzy jeszcze odbywali swoje wyroki.